# Франтишек Сплитек
Франтишек (Франц) Витеслав Сплитек (на чешки: František Vítězslav Splítek) е виден български просветен деец и общественик от чешки произход.

## Биография
Сплитек е роден на 24 септември 1855 година в село Конец Хлум, Ичинско, тогава в Австрийската империя, днес в Чехия. Основно и средно образование получава в Ичин и Храдец Карлове, а след това учи математика в Пражката политехника. В университета се сближава със сърби, хървати, българи и става славянофил. Членува в Тайния славянски кръжок. Участва като войник в окупирането на Босна и Херцеговина в 1878 година и получава орден за храброст. Участва в манифестациите на Тайния славянски кръжок по повод руските победи при Шипка и Плевен през 1877 година В 1879 година става учител в Индустриалното училище в Чеслав. Започва да пише в списанията „Ловена“ и „Домачност“ и „Коледа“.
В 1880 година е поканен за учител и от министерството на народното просвещение на Княжество България и от Дирекцията на народното просвещение на Източна Румелия. На път за България, във Виена се среща с Николай Павлович, който го кара да се установи в Свищов. Преподава в Свищовската гимназия математика, рисуване и чертане от учебната 1880 - 1881 до 1882 - 1883 г. На 30 януари 1881 година издава в Свищов първия брой на списанието „Просвещение“, редактирано от него и руснака Михаил Юркевич. Списанието е с образователна насоченост и има три отдела - педагогически, литературен и критичен. В 1883 година се жени за руско-полската дворянка Камелия Антоновна Валковская, преподавателка в девическото училище в Свищов.
Запознава се с Царевна Миладинова, която го препоръчва пред Екзархията в Цариград и той е поканен да преподава в българската гимназия в Солун. Среща се с Йосиф I Български и с протосингела Методий Кусев, от когото получава инструкции и от учебната 1883 - 1884 до 1887 - 1888 година Сплитек преподава математика, дескриптивна геометрия и геометрично чертане в Солунската българска мъжка гимназия. В гимназията поставя основите и на кабинета по химия. След това преподава в София (1888 - 1889), Габрово (1889 - 1891), Пловдив (1890 – 1915).
С Камелия Сплитек имат три деца – Люба (1884 – 1946), известна поетеса, Олга (1892 – 1962) и Владимир (1885 – 1907), починал млад като студент. В 1927 година Сплитек се мести при дъщерите си в София, където умира в 1943 година.